# Gedikli (Kozan)

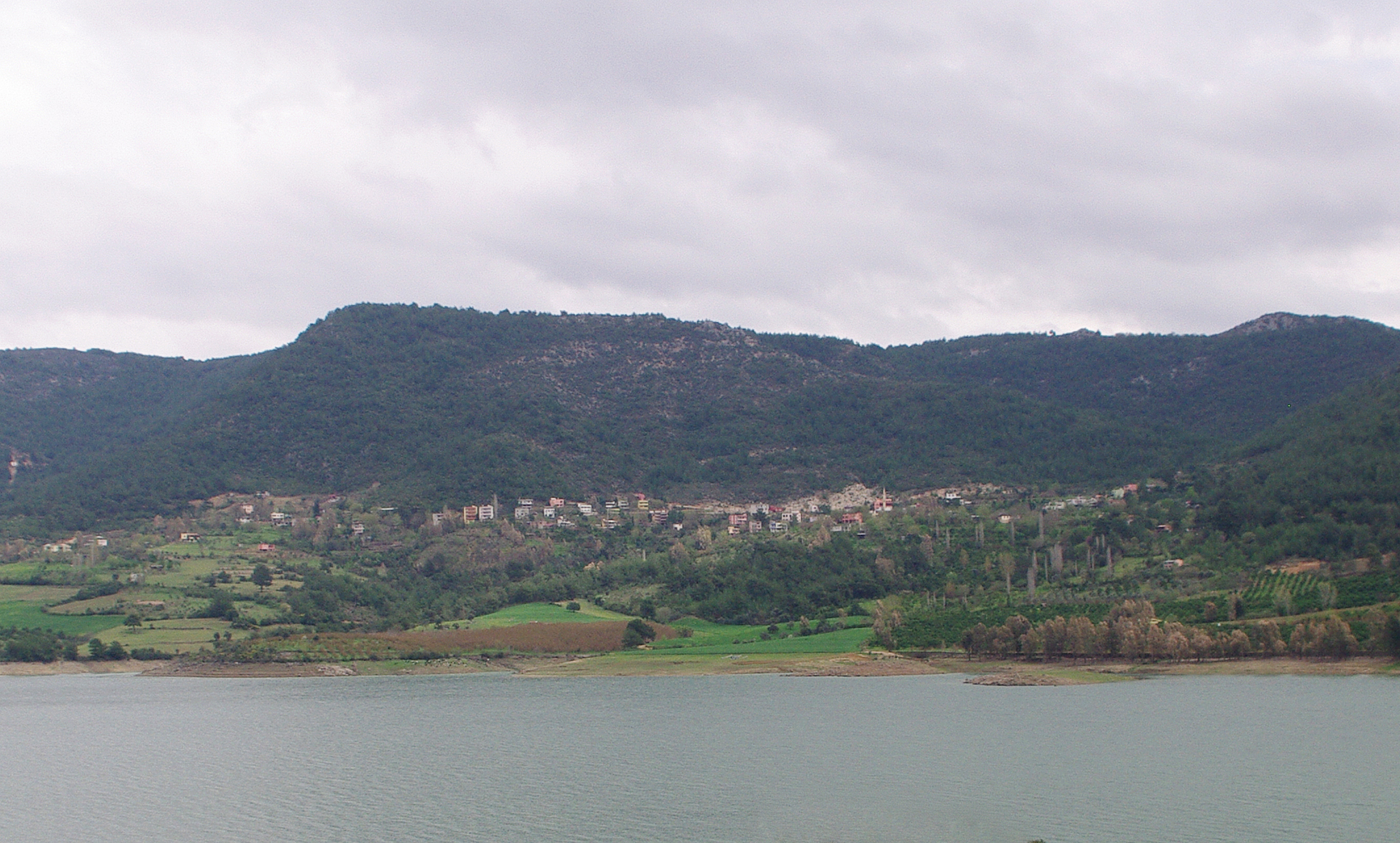
Gedikli (2015)

Gedikli ist ein Ortsteil (Mahalle) im Landkreis Kozan der türkischen Provinz Adana mit 483 Einwohnern (Stand: Ende 2024). Im Jahr 2011 zählte Gedikli 481 Einwohner.